# Christoph II. Batthyány

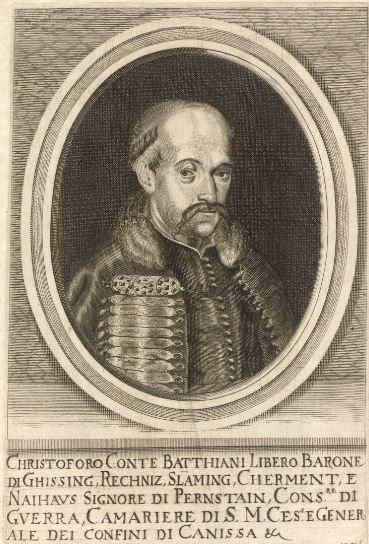
Bildnis von Christoph II. inklusive Nennung seiner Titel, Auszeichnungen und Grundherrschaften

Christoph II. Batthyány (ungarisch Batthyány II. Kristóf; * 1637 in Güssing; † 5. März 1687 ebenda) war ein ungarischer Feldherr, Magnat und Grundherr aus der Adelsfamilie Batthyány, und als solcher Graf von Batthyány de Németújvár. Er ist der Stammvater der älteren, nach ihm benannten Christoph-Linie der Familie, die zwei Generationen nach ihm die Fürstenwürde verliehen bekam, und die weitere vier Generationen später mit dem Tod von Edmund Batthyány-Strattmann im Jahr 1914 im Mannesstamm ausstarb.
Ein 1674 von ihm ausgestellter „Zigeunerschutzbrief“ ist der erste schriftliche Beleg über die dauerhafte Ansiedlung von Roma auf dem Gebiet des heutigen Österreich.

## Herkunft und Familie
Christoph II. entstammte dem alten und weit verzweigten ungarischen Magnatengeschlecht Batthyány, das später zu den bedeutendsten Adelsfamilien der Habsburgermonarchie gehörte. Er war der älteste Sohn von Graf Adam I. Batthyány, der von der Familie als „Stammvater im engeren Sinn“ betrachtet wird, und dessen Ehefrau Aurora Katharina, geb. Formentini (1609–1653). Dessen Urgroßvater Christoph I. hatte zusammen mit seinem Onkel Franz I. Herrschaft und Burg Güssing 1524 von König Ludwig II. als Dank für ihre Leistungen im Kampf gegen die Osmanen erhalten. Adam I. wurde 1630 in den ungarischen und den römisch-deutschen Reichsgrafenstand erhoben und teilte sein Erbe unter seinen Söhnen Christoph II. und Paul I. auf. Christoph war der Begründer der älteren Linie der Familie, die später in den Fürstenstand erhoben wurde, Paul der Begründer der jüngeren gräflichen Linie, deren Hauptlinie der Fürstentitel nach dem Aussterben der älteren, ersten fürstlichen Linie im Jahr 1915 ein zweites Mal verliehen wurde.

## Leben und Wirken

### Erziehung und Erbantritt
Zusammen mit seinem Bruder Paul wuchs Christoph zunächst auf Schloss Rechnitz auf, wo beide von Hauslehrern unterrichtet wurden. Danach besuchte er das Jesuitengymnasium im etwa 45 km weiter nordöstlich gelegenen Ödenburg. Im Jahr 1654 wechselte er als Student an das Jesuitenkollegium Graz. Als junger Mann unternahm er mehrere Reisen: Mit 19 Jahren begleitete er den kaiserlichen Hof 1656 nach Wien und Prag, 1657/58 bereiste er einige deutsche und italienische Staaten und die Schweiz. Im Jahr 1661 heiratete er Anna Maria Palocsai.

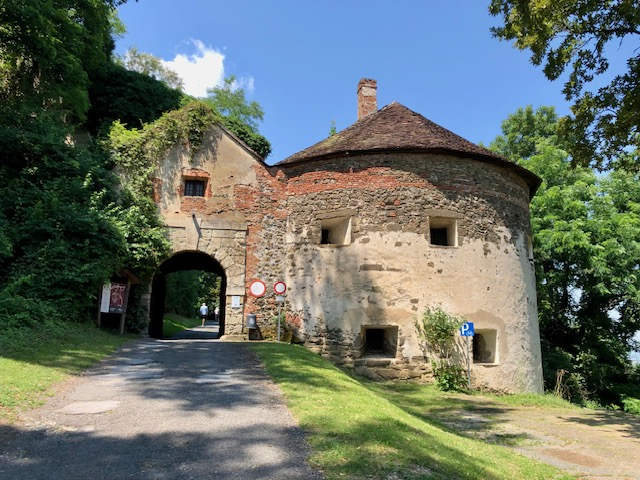
Der 1657 von Christoph II. und Paul I. Batthyány sanierte Scheibelturm mit dem ersten Tor der Burg Güssing

Nach dem Tod des Vaters im Jahre 1659 teilten Christoph und Paul dessen Besitz unter sich auf. 1660 wurde die Herrschaft Pinkafeld aufgeteilt, 1662 die Herrschaften Güssing, Schlaining und Rechnitz, 1669 die Herrschaft Bernstein, die zuvor mit der Herrschaft Pinkafeld vereinigt wurde. Diese war zwar von Adam I. als Witwensitz für seine zweite Frau Barbara geb. Freiin Corbelli bestimmt worden, die aber von den Stiefsöhnen aus der Familie ausgeschlossen und genötigt wurde eine Verzichtserklärung zu unterzeichnen. Als Grund führten sie an, ihre Stiefmutter habe einen nicht einwandfreien Lebenswandel geführt. Die Güterteilung von Paul und Christoph inkludierte auch die Räumlichkeiten auf der Stammburg in Güssing und die der Stammgüter in Szabadbattyán. Christoph erhielt zusätzlich noch Bicske und Körmend, Paul Csákány und Széntgrót.

### Militärische Laufbahn
1664 nahmen die Brüder an der Schlacht bei Mogersdorf teil. 1681 eroberte der nunmehr zum Generalkapitän von Transdanubien ernannte Christoph II. von den Osmanen die Ortschaften Tata, Pápa und Westprim zurück. Noch vor der Zweiten Türkenbelagerung waren er und sein Sohn Adam II. allerdings gezwungen 1683 dem aufständischen Grafen Emmerich Tököly und den Türken zu huldigen, und diesen ihre Dienste anzubieten. Unter anderem durch die Fürsprache des Palatins Paul I. Esterházy wurden sie 1684 von Leopold I. amnestiert, mussten aber hinnehmen, dass auf ihrem Stammsitz Burg Güssing vorübergehend deutsche Truppen stationiert wurden.

### „Zigeunerschutzbrief“
Am 15. Februar 1674 stellte Christoph II. einer Gruppe Roma einen Schutzbrief aus, der ihnen auf dem Gebiet seiner westungarischen Grundherrschaften das Umherziehen und Ausüben ihrer Handwerke gewährte:
Wir, Christof Batthyány, Erbherr der Burg Güssing, geweihter Ritter des Heiligen Römischen Reiches, …geben bekannt, allen die es wissen sollen, vor allem aber dem Ober- und Vizegespan, dem Kapitänleutnant, den Hofrichtern, den Dreißigstnehmern und Zöllnern und anderen Beamten, Bürgermeistern, den Richtern der Städte und Dörfer, daß der Woiwode Martin Sárközi, der diesen Brief vorzeigt, und die zu ihm gehörigen Zigeuner nirgends eine feste Residenz haben und gezwungen sind – um das Leben zu erhalten und sich zu ernähren und ihr Handwerk auszuüben – mitsamt ihren Zelten hin und her zu ziehen. Damit diesen Elenden weder unterwegs noch an anderen Orten nirgends durch irgendwelche beamteten Personen Kränkung widerfährt, bitten und ermahnen wir jedermann, die oben Genannten und alle, die es angeht, dass sie den Woiwoden Martin Sárközi und die dazugehörenden zeltbewohnenden Zigeuner weder in ihrem Besitz noch in ihrer Person kränken, noch ihnen durch andere Leid zufügen lassen und sie in keiner Weise zu Diensten anhalten. Niemand soll sie zwingen, sie sollen vielmehr überall, wo sie umherziehen ihren Beruf frei ausüben.
Dieses heute noch erhaltene Dokument stellt den ersten schriftliche Beleg über die dauerhafte Ansiedlung von Roma auf dem Gebiet des heutigen Österreich dar.

### Privatleben und Tod
Christoph lebte vor allem in Rechnitz und Güssing, wo er am 5. März 1687 auch verstarb. Er wurde in der von seinen Eltern gestifteten Batthyány-Familiengruft unter Franziskanerkloster und Klosterkirche Güssing, die von seinem Vater Adam I. errichtet wurden, bestattet.

## Ehe und Nachkommen
Aus Christophs Ehe mit Anna Maria, geb. Freiin Palocsai (1644–1686) gingen zwei Söhne hervor:
- Adam II. Graf Batthyány (1662–1703) ⚭ Eleonore, geb. Gräfin Strattmann (1672–1741)
- Balthasar IV. Graf Batthyány († 1743)

Zu den Enkeln von Christoph II. zählten unter anderem der ungarische Hofkanzler und Palatin Ludwig I. Graf Batthyány und dessen Bruder, der Feldherr, sowie Obersthofmeister und Erzieher des späteren Kaisers Joseph II., Karl I. Josef Fürst Batthyány. Beide galten aufgrund ihrer Hof– und Staatsämter als einflussreiche Personen am Hof Maria Theresias.

## Auszeichnungen
- Wirklicher Geheimer Rat
- k.k. Kämmerer
- kommandierender General in Ungarn jenseits der Donau
- Obermundschenk des Königreiches Ungarn (1659–1684)
- Obergespan des Komitates Eisenburg (ab 1684)[14][7]